# Hôm nay tôi buồn
"Hôm nay tôi buồn" là một bài hát của nữ ca sĩ kiêm sáng tác nhạc Phùng Khánh Linh, phát hành vào ngày 1 tháng 2 năm 2018. Bài hát thuộc thể loại pop ballad, với nội dung là lời tâm tình của cô gái về chuyện tình buồn của mình. Thời điểm ra mắt, sáng tác đã đạt thành tích cao trên các nền tảng nhạc số và thu về đón nhận tích cục từ người nghe. Ca khúc cũng đồng thời giúp Phùng Khánh Linh thoát khỏi giai đoạn khó khăn trong sự nghiệp và kiếm được thu nhập từ việc làm âm nhạc của mình.
Về sau, đây được xem là bản hit gắn liền với tên tuổi và sự nghiệp của nữ ca sĩ. Ca khúc không chỉ thành công về mặt thương mại mà còn giúp Phùng Khánh Linh trở thành nghệ sĩ trong nước đầu tiên đầu quân dưới trướng Universal Music Việt Nam. Bài hát đã đem về cho Phùng Khánh Linh đề cử "Gương măt mới xuất sắc" tại Giải thưởng Làn Sóng Xanh lần thứ 21 cùng hai đề cử "Bài hát của năm" và "Nghệ sĩ mới của năm" tại Giải thưởng Cống hiến lần thứ 14.

## Bối cảnh
Phùng Khánh Linh là một trong những thí sinh tham dự Giọng hát Việt mùa ba và đã lọt vào đến vòng live show 7. Sau khi rời khỏi chương trình, cô tạm dừng việc ca hát một thời gian để hoàn thành bằng cử nhân ngành luật tại Trường Đại học Công đoàn, Hà Nội. Năm 2017, Phùng Khánh Linh quyết định Nam tiến sau khi đã có một số vốn nhất định. Cô debut với tư cách là ca sĩ kiêm nhạc sĩ sáng tác nhạc và ra mắt bài hát đầu tay "One sided love", tuy nhiên sản phẩm không đạt được thành tích như mong đợi.
Trước khi "Hôm nay tôi buồn" ra đời, nữ ca sĩ từng phải trải qua quãng thời gian bấp bênh trong sự nghiệp vì không thể kiếm tiền từ âm nhạc mà phải trang trải cuộc sống bằng nhiều công việc khác nhau. Khi còn ở Hà Nội, ngoài bán hàng trên mạng cô từng đi hát phòng trà vì nhận ít show diễn dù phải chịu thu nhập thấp. Từ khi di cư vào Nam, nguồn thu nhập của nữ ca sĩ chủ yếu đến từ doanh thu một cửa hàng phụ kiện nhỏ do chính cô mở. Suốt giai đoạn trên, Phùng Khánh Linh ra bài gần như chỉ để thỏa mãn ca hát và duy trì đam mê của mình.
Khó khăn chưa dừng lại ở đó, khi Phùng Khánh Linh từng bị lừa tiền vài lần bởi những người hứa sẽ lăng xê cho cô nhưng không thực hiện. Không chỉ suy sụp mà nữ ca sĩ cũng không nhận được những hỗ trợ đáng kể từ bạn bè. Trong các cuộc trò chuyện sau này, Phùng Khánh Linh cho biết cô từng thu mình trong phòng và "rạch tay vì áp lực đến mức muốn bỏ nghề" vì nhiều biến cố từ chuyện gia đình, tình cảm cho đến công việc ập tới cùng một lúc. Tuy nhiên nữ ca sĩ lại xem đó là những thử thách tạo động lực cho cô để tiếp tục theo nghề và tìm niềm cảm hứng mới, cũng như khiến cô trưởng thành, chững chạc hơn trong sự nghiệp – đặc biệt là với thành công của "Hôm nay tôi buồn".

## Sản xuất
"Hôm nay tôi buồn" là một ca khúc thuộc thể loại pop ballad, với thời lượng dài 4 phút 36 giây. Bài hát được miêu tả mang âm hưởng "du dương, trầm lắng", hòa quyện vào đó là giọng ca "khàn, khỏe và rất nội lực" nhưng "đong đầy cảm xúc" của Phùng Khánh Linh. Nội dung bài hát là lời tự sự của một cô gái trẻ về mối tình dang dở, với giai điệu "dìu dặt nhiều cảm xúc" dẫn dắt người nghe vào câu chuyện tình nhẹ nhàng, lãng đãng. Phần phối khí bài hát có sự góp mặt của dàn dây, nhất là tiếng cello ở âm vực trầm của bài giúp tạo thêm sự sâu lắng cho giai điệu và lời ca bài hát. Theo Hoa Học Trò, "Hôm nay tôi buồn" không sở hữu một đoạn điệp khúc bắt tai hay gây nghiện, mà thay vào đó đào sâu vào thông điệp về nỗi buồn. Khi nghe bài hát, người nghe sẽ cảm thấy mình đang "loay hoay với cô đơn, chông chênh cả một khoảng trời ký ức", nhưng sau tất cả lại nhận ra rằng không có nỗi đau nào kéo dài suốt năm tháng và mình hãy "chỉ buồn hôm nay thôi".
Khi viết ra "Hôm nay tôi buồn", Phùng Khánh Linh không nghĩ bản nhạc sẽ nổi tiếng sau khi phát hành. Trên thực tế, ca khúc được viết từ những cảm hứng bất chợt đến với nữ ca sĩ. Trả lời phỏng vấn trang Billboard Việt Nam vào năm 2020, Phùng Khánh Linh cho biết những lời nhạc đầu tiên của "Hôm nay tôi buồn" được cô nghĩ ra khi đang đi ăn vặt dưới con phố đông người ở Hà Nội về đêm. Đoạn nhạc thứ nhất của bài đã ra đời trên đường cô trở về nhà, và phần pre-chorus (tiền điệp khúc) bài được cô viết tiếp bằng tiếng đệm đàn piano. Phần tiền điệp khúc này đã qua chỉnh sửa vài ngày sau đó bởi nữ ca sĩ, trước khi ghép nối với các đoạn còn lại để trở thành một giai điệu hoàn chỉnh. Phùng Khánh Linh cũng cộng tác với nghệ sĩ Trang (Nhạc của Trang) trong quá trình hoàn thiện dự án.
Thời điểm làm xong "Hôm nay tôi buồn", số tiền của nữ ca sĩ chỉ còn lại rất ít. Những người bạn của Phùng Khánh Linh lúc này đã nảy ý tưởng rủ cô lên Đà Lạt để thực hiện video âm nhạc cho bài hát. MV ca khúc được ghi hình tại đây trong vòng một ngày. Nội dung chính của video là hình ảnh nữ ca sĩ đi lại trên những cánh đồng cỏ lau, đồi thông, bờ sông, vừa đi vừa hát dưới những bộ trang phục trắng khác nhau. Toàn bộ khung hình MV chủ yếu được ghi lại bởi những thiết bị đơn giản như điện thoại và máy ảnh; riêng cảnh núi rừng Đà Lạt ở phần mở đầu và kết thúc bài hát đều do flycam thu hình. Trong những ngày sau khi quay xong MV, vì chỉ dư vỏn vẹn vài triệu đồng trong túi nên Phùng Khánh Linh đã vừa phải mua bánh tráng ăn qua ngày, vừa chuẩn bị cho việc ra mắt sản phẩm âm nhạc mới của mình.

## Phát hành
Ngày 17 tháng 1 năm 2018, Phùng Khánh Linh đã công bố đoạn teaser ca khúc dài 43 giây lên kênh YouTube cá nhân. Đúng 19:00 (GMT+7) ngày 1 tháng 2 năm 2018, bài hát lẫn MV "Hôm nay tôi buồn" đã chính thức phát hành trên mọi nền tảng nghe nhạc số và phát trực tuyến tới người nghe. Nữ ca sĩ cũng đăng tải phiên bản karaoke của bài hát vào ngày 25 tháng 3, bên cạnh với bản phối EDM của nghệ sĩ D.A ra mắt cùng năm.
Vào tháng 5 năm 2022, bài hát được đưa vào album The early recordings – một album tổng hợp lại các sáng tác mà Phùng Khánh Linh từng phát hành giai đoạn 2016 đến 2019. Trong đó, "Hôm nay tôi buồn" nằm ở vị trí mở đầu của album. Toàn bộ các ca khúc trong The early recordings sau đó đã được đăng tải đầy đủ trên kênh YouTube nữ ca sĩ.

## Tiếp nhận và ảnh hưởng
Trong tuần đầu ra mắt, bài hát không nhận được nhiều sự chú ý từ thị trường. Nhưng từ tuần thứ hai trở đi, lượng người nghe "Hôm nay tôi buồn" bắt đầu tăng cao đột biến; bài hát sau đó lọt vào top các xếp hạng âm nhạc trong nước. Tại bảng xếp hạng #ZingChart của Zing MP3 tuần thứ 9 năm 2018, "Hôm nay tôi buồn" đã đạt đỉnh ở hạng 6, tăng năm bậc so với tuần trước đó. Bài hát vẫn trụ chân trong top 10 xếp hạng suốt bốn tuần tiếp theo. Cũng theo thống kê của trang nghe nhạc, ca khúc đã tích lũy tổng cộng 104 triệu lượt nghe sau bốn tháng phát hành và nằm trong số bảy ca khúc đạt trăm triệu người nghe phát hành 6 tháng đầu 2018. Trên YouTube, MV "Hôm nay tôi buồn" của nữ ca sĩ thu hút khoảng 50 triệu lượt xem 10 tháng kể từ ngày phát hành. Sau hơn một năm đăng tải, "Hôm nay tôi buồn" thu về gần 60 triệu lượt xem tại nền tảng này.
Về sau, "Hôm nay tôi buồn" được coi là một "hit lớn" trong sự nghiệp của Phùng Khánh Linh và giúp cô bật lên hậu cuộc thi The Voice. Thành tích mà bài hát đem lại cho nữ ca sĩ khi đó là một sự bất ngờ, bởi lúc này cô đã thu gọn hết đồ đạc về nhà, chuẩn bị từ bỏ sự nghiệp ca hát. Sau bản hit này, Phùng Khánh Linh dần nhận được nhiều show diễn hơn sau nhiều năm ca hát; cát-xê của cô cũng tăng lên gấp 5-6 lần trước đó. Nhiều nhãn hàng đã mời nữ ca sĩ làm đại diện, giúp cô có thu nhập tốt hơn để trang trải cho gia đình và phục vụ sáng tác âm nhạc.
Tính đến ngày 4 tháng 8 năm 2020, ca khúc đã đạt hơn 65 triệu lượt người xem trên YouTube và 250 triệu lượt nghe tổng cộng trên các nền tảng nhạc số. Không chỉ thành công về mặt thương mại, bài hát còn giúp Phùng Khánh Linh lọt vào mắt xanh Universal Music Việt Nam nhờ vào hit đầu tay và  trở thành nghệ sĩ độc quyền đầu tiên của hãng. Tuy vậy sau "Hôm nay tôi buồn", Phùng Khánh Linh đã mất định hướng trong âm nhạc và phong cách nghệ thuật một thời gian dài vì cố gắng tạo ra nhiều bài hát tương tự nhưng không được khán giả đón nhận. Thậm chí, cô còn bị nhiều người coi là one-hit wonder sau thành công với sáng tác trên.

### Đánh giá chuyên môn
Bài hát đã nhận về những đánh giá tích cực từ giới phê bình chuyên môn. Nhà báo Ngô Bá Lục, thành viên trong ban giám khảo Giải thưởng Cống hiến 2019, là người đã đề cử "Hôm nay tôi buồn" của Phùng Khánh Linh vào hạng mục "Bài hát của năm". Lý giải về điều này, ông nhận định ca khúc là một bản pop ballad "gần như đi ngược trào lưu bây giờ" nhưng lại "rất nhẹ nhàng" và cần thiết khi bản nhạc được viết nên "bằng cảm xúc thật, bằng cả tâm hồn", thay vì bằng kỹ thuật, học thuật. Ông cũng ngợi khen tài viết lời của nữ ca sĩ khi biết sử dụng câu chuyện, ngôn ngữ ngoài đời vào lời nhạc nhưng làm cho chúng giàu chất thơ hơn, nghe nhẹ nhàng, gần gũi mà rất nghệ thuật. Nhạc sĩ Trần Minh Châu dành lời tán dương về khâu hòa âm phối khí mang tính "chuẩn mực" và "liền lạc" với nền giai điệu lẫn lời nhạc bài hát, giúp "tạo nên sự gần gũi cho người nghe" và đưa họ trở về ký ức trong những giây phút lắng đọng mà ca khúc đem lại. Nhạc sĩ nhận xét với "Hôm nay tôi buồn", Phùng Khánh Linh đã thành công tạo được một bài hát "rất riêng" cho mình.
Trong một đánh giá tổng thể hơn, cây bút Vio Thái từ tạp chí Hoa Học Trò đã nhận xét "Hôm nay tôi buồn" là "một bản nhạc đáng nghe trong những ngày cuối năm [...] là một lời an ủi, lẫn cảm thông để bạn có thể phần nào đó an yên đặt xuống nỗi buồn của mình, và chờ đón một năm mới tốt đẹp hơn". Tác giả cũng đặc biệt dành lời khen ngợi cho phần MV của bài hát "được quay vô cùng chỉn chu", khi chọn cảnh rừng thông trên Đà Lạt để lột tả sự vô định của "một cô gái nhỏ đang vùng vẫy với rất nhiều nỗi buồn mơ hồ tại một nơi xa lạ". Theo tác giả, chính sự mộc mạc trong ca từ và giai điệu, kết hợp với những cảnh đẹp đã khiến sản phẩm tái xuất của Phùng Khánh Linh "chạm mạnh đến trái tim khán giả", đồng thời đánh dấu sự trưởng thành của nữ ca sĩ không chỉ trong giọng hát, bản lĩnh mà còn cả về tư duy âm nhạc.

## Biểu diễn trực tiếp
Ngày 24 tháng 4 năm 2018, Phùng Khánh Linh đã hát hai bài "Hãy bảo nắng về đi" và "Hôm nay tôi buồn" tại đêm nhạc đầu tiên của Trang mang tên Trang: Bài hát cho nhau. Sự kiện diễn ra tại Soul Live Project Complex, Thành phố Hồ Chí Minh và cô là khách mời ở tiết mục "Bài hát cho nhau" của chương trình. Ngày 16 tháng 4 năm 2019, tại sân khấu Giải thưởng Cống hiến lần thứ 14 ở Nhà hát Thành phố Hồ Chí Minh, Phùng Khánh Linh đã song ca cùng ca sĩ Vũ tại tiết mục mashup "Hôm nay tôi buồn" và "Hành tinh song song" – lần lượt là hai ca khúc được đề cử "Bài hát của năm" ở giải thưởng này.
Tại chương trình Sàn đấu ca từ mùa 4 tập 15, số phát sóng ngày 12 tháng 1 năm 2020, Phùng Khánh Linh đã góp mặt với tư cách là người chơi xuất hiện đầu tiên và thể hiện trọn vẹn lại bài hát. Trong buổi showcase album Yesteryear vào 13 tháng 12 cùng năm, nữ ca sĩ đã trình bày sáng tác "Hôm nay tôi buồn" bên cạnh 13 ca khúc tại album đầu tay của cô. Khác với các tiết mục biểu diễn còn lại, ở lần hát này Phùng Khánh Linh đã làm mới lại bài hát theo một lối hát khác và xuống tận khán đài để bắt tay toàn bộ khán giả. Buổi biểu diễn nhanh chóng cháy vé đồng thời thu về phản ứng tích cực từ những người tham gia. Trước đó, Phùng Khánh Linh cũng hát một đoạn nhạc của bài tại buổi phỏng vấn với báo Thanh Niên để quảng bá single "Thế giới không anh".
Năm 2022, trong đêm nhạc MTV Showcase tổ chức ngày 28 tháng 12 ở Thành phố Hồ Chí Minh, Phùng Khánh Linh đã tái hiện lại ca khúc bên cạnh các sáng tác mới từ album phòng thu thứ hai của cô Citopia và album trước đó là Yesteryear (2020). Cô còn có nhiều lần biểu diễn "Hôm nay tôi buồn" ở các sự kiện âm nhạc lớn nhỏ khác nhau qua từng năm. Nữ ca sĩ đã thể hiện bài hát trong chuyến mini tour đầu tiên trong sự nghiệp Off The Record, diễn ra từ cuối tháng 3 đến đầu tháng 4 năm 2025 tại ba thành phố Hà Nội, Đà Nẵng và Thành phố Hồ Chí Minh.

### Sử dụng
Tại vòng thách đấu Giọng hát Việt mùa 5, tập 10 lên sóng ngày 22 tháng 7 năm 2018 trên kênh VTV3, Gia Nghi từ đội của ca sĩ Noo Phước Thịnh đã trình bày ca khúc "Hôm nay tôi buồn", đối chọi thí sinh Phan Thảo My từ đội của ca sĩ Thu Phương với bài "Anh và anh". Kết quả, Gia Nghi giành chiến thắng suýt soát khi chỉ hơn đối phương ba phiếu bầu chọn. Cũng tại tập 9 mùa đầu tiên của Giọng ca bất bại, phát sóng ngày 22 tháng 8 cùng năm trên kênh HTV7, các thí sinh tại vòng tuyển chọn đã cùng nhau hát bản mashup hai bài "Đường một chiều" của Huỳnh Tú và "Hôm nay tôi buồn của Phùng Khánh Linh".
Ngày 16 tháng 8 năm 2020, thí sinh Bùi Thị Thảo Hiền đã thể hiện bài hát trên sân khấu game show Giọng ải giọng ai mùa thứ 5, tập 8 phát sóng ở kênh HTV7. Ngày 25 tháng 3 năm 2023, trong tập 19 chương trình Giao lộ thời gian phát trên ứng dụng FPT Play, nữ ca sĩ Phạm Khánh Linh đã trình diễn "Hôm nay tôi buồn" với tiết tấu mới và giai điệu mới. Tập phát sóng này cũng có sự góp mặt của Phùng Khánh Linh; cả hai sẽ hát lại những bài hát của nhau và song ca ở các tiết mục chung.
Ca sĩ Bảo Anh đã hát lại bài của Phùng Khánh Linh để sử dụng làm nhạc phim chính thức (OST) trong bộ phim Bẫy ngọt ngào (2022). Trong đó, cô chỉnh sửa lại phần lời "Hôm nay tôi buồn" để phù hợp hơn với bối cảnh của chuyện phim; bản phối cũng được biến tấu lại nhằm tạo thêm sức nặng trong cảm xúc, lột tả hết nỗi buồn u uất trong nhân vật nữ chính mà Bảo Anh thủ vai – một người vợ phải chịu sự lừa dối và bạo hành từ chồng mình. MV bản hát trên đã được phát hành vào ngày 10 tháng 2 năm 2022, chỉ một ngày trước thời điểm phim chính thức công chiếu.

## Giải thưởng và đề cử
"Hôm nay tôi buồn" đã đem về cho Phùng Khánh Linh hai đề cử đầu tiên trong sự nghiệp ca nhạc tại Giải thưởng Cống hiến lần thứ 14, lần lượt ở các hạng mục "Bài hát mới của năm" và "Nghệ sĩ mới của năm". Cô cũng ghi danh tại hạng mục "Gương mặt mới xuất sắc" của Giải thưởng Làn Sóng Xanh năm 2018.
| Năm  | Giải thưởng                          | Hạng mục               | Đề cử              | Kết quả | Chú thích     |
| ---- | ------------------------------------ | ---------------------- | ------------------ | ------- | ------------- |
| 2018 | Giải thưởng Làn Sóng Xanh lần thứ 21 | Gương mặt mới xuất sắc | Phùng Khánh Linh   | Đề cử   | [ 52 ] [ 53 ] |
| 2019 | Giải thưởng Cống hiến lần thứ 14     | Bài hát của năm        | "Hôm nay tôi buồn" | Đề cử   | [ 54 ] [ 55 ] |
| 2019 | Giải thưởng Cống hiến lần thứ 14     | Nghệ sĩ mới của năm    | Phùng Khánh Linh   | Đề cử   | [ 55 ] [ 56 ] |

## Bảng xếp hạng
| Bảng xếp hạng (2018)           | Vị trí cao nhất |
| ------------------------------ | --------------- |
| #ZingChart Việt Nam (Zing MP3) | 6               |

## Đội ngũ sản xuất
Thông tin lấy từ phần mô tả của MV ca khúc.
| - Sáng tác: Phùng Khánh Linh - Hòa âm: Trang - Thu âm: Nguyễn Minh Đạt - Mastering: Nguyễn Minh Đạt - Camera: Dung Nguyen - Duy Tran | - Thiết kế: Duy Tran - Photo: Dung Nguyen - M.U.A: Tam Nguyen - Phục trang: Suri Chau House - Hỗ trợ: Phuc Vinh Lac |

## "Hôm nay tôi buồn" (Nashville Version)
Vào ngày 1 tháng 2 năm 2023, Phùng Khánh Linh cùng Hãng đĩa Thời đại đã phát hành đĩa CD "Hôm nay tôi buồn" phiên bản Nashville, Mỹ, kỷ niệm 5 năm lần đầu bài hát phát hành. Đĩa đơn được thực hiện song song thời gian Phùng Khánh Linh thu âm album Citopia tại một phòng thu ở Nashville. Bản phối mới đã được nhà sản xuất âm nhạc Josh Frigo chuyển đổi theo giai điệu country pop thay cho ballad, đi kèm với đó là phiên bản cũ được master lại theo hướng nguyên bản của bài nhạc.

### Danh sách bài hát
1. "Hôm nay tôi buồn" (Nashville Version) – 4:21
2. "Hôm nay tôi buồn" (Original Version) – 4:36

### Đội ngũ sản xuất
Thông tin lấy theo phần ghi công trên bìa đĩa đơn.
- Ca sĩ: Phùng Khánh Linh
- Nhạc sĩ: Phùng Khánh Linh
- Sản xuất nhạc: Josh Frigo (track 1), Trang (track 2)
- Đạo diễn âm nhạc: Rirodybo
- Thu âm: Đinh Á Hy
- Mastering: Alex Robert, Bố Thỏ Heo (track 2)
- Đồ họa: Nguyễn Thái Đức Anh
- Định hướng và phát triển nghệ sĩ: Hãng đĩa Thời đại
- Sáng tạo nội dung mạng: Phạm Minh Quân
- Quản lý nghệ sĩ: Phạm Trọng Khoa
- Phát hành: Hãng đĩa Thời đại

## Lịch sử phát hành
| Khu vực  | Ngày               | Định dạng                       | Phiên bản         | Hãng              | Chú thích |
| -------- | ------------------ | ------------------------------- | ----------------- | ----------------- | --------- |
| Quốc tế  | 1 tháng 2 năm 2018 | Phát trực tuyến tải kỹ thuật số | Gốc               | MIXUS             | [ 12 ]    |
| Quốc tế  | 2018               | Phát trực tuyến tải kỹ thuật số | EDM               | MIXUS             | [ 11 ]    |
| Việt Nam | 1 tháng 2 năm 2023 | Đĩa CD                          | Nashville Version | Hãng đĩa Thời đại | [ 58 ]    |